# Montreux Volley Masters 2017
Il Montreux Volley Masters di pallavolo femminile 2017 si è svolto dal 6 all'11 giugno 2017 a Montreux, in Svizzera: al torneo hanno partecipato otto squadre nazionali e la vittoria finale è andata per la settima volta al Brasile.

## Impianti
|                                                                             |  |  |
|                                                                             |  |  |
| Salle Omnisports du Pierrier Città: Montreux Capienza: - Anno d'apertura: - |  |  |

## Regolamento

### Formula
Le squadre hanno disputato una prima squadra a gironi con formula del girone all'italiana; al termine della prima fase:
- Le prime due classificate di ogni girone hanno acceduto alla fase finale per il primo posto, strutturata in semifinali, finale per il terzo posto e finale.
- Le ultime due classificate di ogni girone hanno acceduto alla fase finale per il quinto posto, strutturata in due finali per il quinto posto.

### Criteri di classifica
Se il risultato finale è stato di 3-0 o 3-1 sono stati assegnati 3 punti alla squadra vincente e 0 a quella sconfitta, se il risultato finale è stato di 3-2 sono stati assegnati 2 punti alla squadra vincente e 1 a quella sconfitta.
L'ordine del posizionamento in classifica è stato definito in base a:
- Punti;
- Numero di partite vinte;
- Ratio dei set vinti/persi;
- Ratio dei punti realizzati/subiti.

## Squadre partecipanti
| Squadra     | Qualificazione | Ultima partecipazione        |
| ----------- | -------------- | ---------------------------- |
| Argentina   | Wild card      | Debutto                      |
| Brasile     | Wild card      | Montreux Volley Masters 2016 |
| Cina        | Wild card      | Montreux Volley Masters 2016 |
| Germania    | Wild card      | Montreux Volley Masters 2015 |
| Paesi Bassi | Wild card      | Montreux Volley Masters 2016 |
| Polonia     | Wild card      | Montreux Volley Masters 2010 |
| Svizzera    | Wild card      | Montreux Volley Masters 2016 |
| Thailandia  | Wild card      | Montreux Volley Masters 2016 |

## Torneo

### Fase a gironi
| Girone A    | Girone B   |
| ----------- | ---------- |
| Argentina   | Brasile    |
| Cina        | Germania   |
| Paesi Bassi | Polonia    |
| Svizzera    | Thailandia |

#### Girone A

##### Risultati
| 6 giugno 2017 Salle Omnisports du Pierrier, Montreux Durata: 1h:13 - Spettatori: 950   | Cina        | 3 - 0 | Svizzera    | 25-15, 25-16, 25-16               |
| 6 giugno 2017 Salle Omnisports du Pierrier, Montreux Durata: 2h:05 - Spettatori: 500   | Paesi Bassi | 2 - 3 | Argentina   | 22-25, 25-27, 25-14, 25-23, 9-15  |
| 7 giugno 2017 Salle Omnisports du Pierrier, Montreux Durata: 2h:04 - Spettatori: 1 360 | Cina        | 3 - 2 | Paesi Bassi | 25-27, 25-22, 25-16, 17-25, 15-11 |
| 8 giugno 2017 Salle Omnisports du Pierrier, Montreux Durata: 1h:41 - Spettatori: 1 020 | Paesi Bassi | 3 - 1 | Svizzera    | 23-25, 25-14, 25-18, 25-20        |
| 8 giugno 2017 Salle Omnisports du Pierrier, Montreux Durata: 2h:04 - Spettatori: 760   | Argentina   | 3 - 2 | Cina        | 25-20, 18-25, 23-25, 25-23, 15-13 |
| 9 giugno 2017 Salle Omnisports du Pierrier, Montreux Durata: 1h:13 - Spettatori: 1 465 | Svizzera    | 0 - 3 | Argentina   | 21-25, 21-25, 20-25               |

##### Classifica
| Pos | Squadra     | Pt | G | V | P | SV | SP | Ratio | PF  | PS  | Ratio |
| --- | ----------- | -- | - | - | - | -- | -- | ----- | --- | --- | ----- |
| 1   | Argentina   | 7  | 3 | 3 | 0 | 9  | 4  | 2.250 | 285 | 274 | 1.040 |
| 2   | Cina        | 6  | 3 | 2 | 1 | 8  | 5  | 1.600 | 288 | 254 | 1.133 |
| 3   | Paesi Bassi | 5  | 3 | 1 | 2 | 7  | 7  | 1.000 | 305 | 288 | 1.059 |
| 4   | Svizzera    | 0  | 3 | 0 | 3 | 1  | 9  | 0.111 | 186 | 248 | 0.750 |

#### Girone B

##### Risultati
| 6 giugno 2017 Salle Omnisports du Pierrier, Montreux Durata: 1h:57 - Spettatori: 650   | Brasile    | 3 - 1 | Polonia  | 25-20, 21-25, 25-23, 26-24        |
| 7 giugno 2017 Salle Omnisports du Pierrier, Montreux Durata: 1h:53 - Spettatori: 1280  | Thailandia | 1 - 3 | Polonia  | 17-25, 25-22, 23-25, 25-27        |
| 7 giugno 2017 Salle Omnisports du Pierrier, Montreux Durata: 2h:04 - Spettatori: 930   | Brasile    | 2 - 3 | Germania | 17-25, 25-20, 22-25, 25-23, 13-15 |
| 8 giugno 2017 Salle Omnisports du Pierrier, Montreux Durata: 1h:50 - Spettatori: 1 090 | Thailandia | 3 - 1 | Germania | 25-22, 23-25, 25-19, 25-20        |
| 9 giugno 2017 Salle Omnisports du Pierrier, Montreux Durata: 1h:57 - Spettatori: 1 280 | Germania   | 2 - 3 | Polonia  | 25-21, 25-20, 19-25, 12-25, 8-15  |
| 9 giugno 2017 Salle Omnisports du Pierrier, Montreux Durata: 1h:45 - Spettatori: 1 860 | Thailandia | 1 - 3 | Brasile  | 16-25, 26-24, 17-25, 14-25        |

##### Classifica
| Pos | Squadra    | Pt | G | V | P | SV | SP | Ratio | PF  | PS  | Ratio |
| --- | ---------- | -- | - | - | - | -- | -- | ----- | --- | --- | ----- |
| 1   | Brasile    | 7  | 3 | 2 | 1 | 8  | 5  | 1.600 | 298 | 273 | 1.091 |
| 2   | Germania   | 6  | 3 | 2 | 1 | 8  | 6  | 1.333 | 295 | 294 | 1.003 |
| 3   | Polonia    | 5  | 3 | 2 | 1 | 7  | 6  | 1.166 | 297 | 276 | 1.076 |
| 4   | Thailandia | 0  | 3 | 0 | 3 | 3  | 9  | 0.333 | 249 | 296 | 0.841 |

### Fase finale

#### Finali 1º e 3º posto
|  | Semifinali | Semifinali | Semifinali |         |          | Finale 1º/2º posto | Finale 1º/2º posto | Finale 1º/2º posto |  |
|  |            |            |            |         |          |                    |                    |                    |  |
|  | Argentina  | Argentina  | 1          |         |          |                    |                    |                    |  |
|  | Argentina  | Argentina  | 1          |         |          |                    |                    |                    |  |
|  | Germania   | Germania   | 3          |         |          |                    |                    |                    |  |
|  | Germania   | Germania   | 3          |         | Germania | Germania           | 0                  |                    |  |
|  |            |            |            |         | Germania | Germania           | 0                  |                    |  |
|  |            |            | Brasile    | Brasile | 3        |                    |                    |                    |  |
|  | Brasile    | Brasile    | Brasile    | Brasile | 3        | 3                  |                    |                    |  |
|  | Brasile    | Brasile    |            |         |          | 3                  |                    |                    |  |
|  | Cina       | Cina       | 1          |         |          | Finale 3º/4º posto | Finale 3º/4º posto | Finale 3º/4º posto |  |
|  | Cina       | Cina       | 1          |         |          |                    |                    |                    |  |
|  |            |            |            |         |          |                    |                    |                    |  |
|  |            |            |            |         |          | Argentina          | Argentina          | 1                  |  |
|  |            |            |            |         |          | Argentina          | Argentina          | 1                  |  |
|  |            |            |            |         |          | Cina               | Cina               | 3                  |  |

##### Semifinali
| 10 giugno 2017 Salle Omnisports du Pierrier, Montreux Durata: 1h:52 - Spettatori: 1 530 | Argentina | 1 - 3 | Germania | 27-25, 19-25, 25-27, 19-25 |
| 10 giugno 2017 Salle Omnisports du Pierrier, Montreux Durata: 1h:54 - Spettatori: 1 470 | Brasile   | 3 - 1 | Cina     | 25-17, 25-22, 27-29, 25-16 |

##### Finale 3º posto
| 11 giugno 2017 Salle Omnisports du Pierrier, Montreux Durata: 1h:44 - Spettatori: 1 370 | Argentina | 1 - 3 | Cina | 21-25, 12-25, 25-20, 19-25 |

##### Finale
| 11 giugno 2017 Salle Omnisports du Pierrier, Montreux Durata: 1h:22 - Spettatori: 1 630 | Germania | 0 - 3 | Brasile | 21-25, 18-25, 20-25 |

#### Finale 5º posto
| 10 giugno 2017 Salle Omnisports du Pierrier, Montreux Durata: 1h:39 - Spettatori: 1 200 | Paesi Bassi | 3 - 1 | Thailandia | 25-22, 25-18, 22-25, 25-8 |
| 10 giugno 2017 Salle Omnisports du Pierrier, Montreux Durata: 1h:08 - Spettatori: 1 270 | Polonia     | 3 - 0 | Svizzera   | 25-16, 25-16, 25-16       |

## Podio

### Campione
Formazione: 1 Mara Leão, 3 Naiane Rios, 4 Ana Carolina da Silva, 5 Adenízia da Silva, 6 Edinara Brancher, 7 Rosamaria Montibeller, 8 Fernanda Tomé, 9 Roberta Ratzke, 11 Tandara Caixeta, 12 Natália Pereira, 13 Amanda Francisco, 14 Gabriella de Souza, 16 Drussyla Costa, 17 Suelen Pinto, CT: José Roberto Guimarães

### Secondo posto
Formazione: 1 Lenka Dürr, 2 Irina Kemmsies, 4 Maren Brinker, 6 Jennifer Geerties, 10 Lena Stigrot, 11 Louisa Lippmann, 14 Marie Schölzel, 15 Lena Möllers, 16 Juliane Langgemach, 17 Anna Pogany, 18 Dora Grozer, 19 Tanja Großer, 20 Leonie Schwertmann, 21 Barbara Wezorke, CT: Felix Koslowski

### Terzo posto
Formazione: 2 Qian Jingwen, 3 Li Jing, 4 Wang Huimin, 5 Gao Yi, 6 Gong Xiangyu, 7 Diao Linyu, 9 Yao Di, 10 Liu Xiaotong, 12 Zheng Yixin, 13 Wang Chenyue, 15 Lin Li, 17 Wang Yuanyuan, 18 Wang Mengjie, 19 Xu Ruoya, CT: An Jajie

## Classifica finale
| Pos | Squadre     |
| --- | ----------- |
|     | Brasile     |
|     | Germania    |
|     | Cina        |
| 4   | Argentina   |
| 5   | Paesi Bassi |
| 5   | Polonia     |
| 7   | Svizzera    |
| 7   | Thailandia  |

## Premi individuali
| Premio                 | Nome                  | Squadra    |
| ---------------------- | --------------------- | ---------- |
| MVP                    | Ana Carolina da Silva | Brasile    |
| Miglior palleggiatrice | Roberta Ratzke        | Brasile    |
| Miglior opposto        | Gong Xiangyu          | Cina       |
| Miglior schiacciatrice | Natália Pereira       | Brasile    |
| Miglior schiacciatrice | Yamila Nizetich       | Argentina  |
| Miglior centrale       | Ana Carolina da Silva | Brasile    |
| Miglior centrale       | Marie Schölzel        | Germania   |
| Miglior libero         | Lenka Dürr            | Germania   |
| Premio speciale Crowd  | Pimpichaya Kokram     | Thailandia |